# Laurentien af Nederlandene
Prinsesse Laurentien af Nederlandene (født som Petra Laurentien Brinkhorst; født 25. maj 1966 i Leiden) er en nederlandsk prinsesse, der er gift med prins Constantijn af Nederlandene, som er lillebror til kong Willem-Alexander af Nederlandene. 
Prinsesse Laurentien er datter af den nederlandske politiker og tidligere minister Laurens Jan Brinkhorst og Jantien Brinkhorst-Heringa. I 2001 blev hun gift med prins Constantijn, der er den yngste af dronning Beatrix af Nederlandene og prins Claus af Nederlandenes tre sønner og nummer 4 i den nederlandske tronfølge efter sin storebrors tre døtre. De har tre børn, der har fået titel som greve og grevinder af Oranje-Nassau for at begrænse antallet af prinser og prinsesser.

## Ægteskab og børn
Laurentien Brinkhorst giftede sig den 17. maj 2001 i Haag med prins Constantijn af Nederlandene. De har børnene: 
- Eloise Sophie Beatrix Laurence, grevinde af Oranje-Nassau, jonkvrouw (ungfrue) af Amsberg (Haag, 8. juni 2002)
- Claus-Casimir Bernhard Marius Max, greve af Oranje-Nassau, jonkheer (junker) af Amsberg (Haag, 21. marts 2004).
- Leonore Marie Irene Enrica, grevinde af Oranje-Nassau, jonkvrouw (ungfrue) af Amsberg (Haag, 3. juni 2006)

## Titler og prædikater
Laurentiens fulde titel og prædikat er: Hendes Kongelige Højhed Prinsesse Petra Laurentien af Nederlandene, Prinsesse af Oranje-Nassau, Jonkvrouw van Amsberg.